# Суґамата Тецуо
Суґамата Тецуо (яп. 菅又 哲男, нар. 29 листопада 1957, Тотіґі —) — японський футболіст, що грав на позиції захисника.

## Клубна кар'єра
Грав за команду Хітачі.

## Виступи за збірну
Дебютував 1978 року в офіційних матчах у складі національної збірної Японії. У формі головної команди країни зіграв 23 матчі.

## Статистика
Статистика виступів у національній збірній.
| Збірна Японії | Збірна Японії | Збірна Японії |
| Роки          | Ігри          | голи          |
| ------------- | ------------- | ------------- |
| 1978          | 1             | 0             |
| 1979          | 0             | 0             |
| 1980          | 7             | 0             |
| 1981          | 3             | 0             |
| 1982          | 6             | 0             |
| 1983          | 5             | 0             |
| 1984          | 1             | 0             |
| Усього        | 23            | 0             |